# Tanytarsus longitarsis
Tanytarsus longitarsis är en tvåvingeart som beskrevs av Jean-Jacques Kieffer 1911. Tanytarsus longitarsis ingår i släktet Tanytarsus och familjen fjädermyggor. Arten är reproducerande i Sverige. Inga underarter finns listade i Catalogue of Life.